# Jean-François Comment
 (juin 2008).
Si vous disposez d'ouvrages ou d'articles de référence ou si vous connaissez des sites web de qualité traitant du thème abordé ici, merci de compléter l'article en donnant les références utiles à sa vérifiabilité et en les liant à la section « Notes et références ».
Pour les articles homonymes, voir Comment.
Jean-François Comment, né le 3 août 1919 à Porrentruy (Jura) et mort le 4 septembre 2002 dans la même ville, était un artiste suisse.

## Biographie
Après des études à la Kunstgewerbeschuhle de Bâle et un séjour à Genève, il revient dans sa ville natale où il passera toute sa vie, entièrement consacrée à son art, soixante ans de création quotidienne.
Dans la première période, figurative, on reconnaît les influences de Bonnard, de Matisse, de Picasso, de Rouault.
De 1956 à 1959, il conçoit un important ensemble de vitraux en dalle de verre pour la chapelle du nouvel hôpital de Porrentruy. Cette expérience accompagne ou accélère son passage à la non-figuration.
Dans les années 1960, les peintures à l'huile sont empâtées, véhémentes, dans des tonalités souvent sombres. Petit à petit, la surface de la toile va s'alléger, et après une période obsédée par le cercle (fin des années 1960), puis par la symétrie (années 1970), la peinture sera de plus en plus diluée à la térébenthine, avec de très fines couches superposées, comme si la peinture voulait se faire aquarelle, autre technique importante dans l'œuvre de Jean-François Comment.
Fondateur du Kreis 48 avec Max Kämpf et quelques autres artistes bâlois, il a souvent exposé à Bâle (galerie Beyeler, galerie Riehentor, Kunsthalle) et dans toute la Suisse. Ses œuvres sont présentes dans de nombreuses collections, en Suisse, en France, en Allemagne, en Norvège, etc. Il a participé à de nombreuses expositions dans le monde, notamment au Japon et à Hong Kong.
Très attaché à son Ajoie natale, il a participé au combat pour l'indépendance du canton du Jura, obtenue en juin 1974.

## Vitraux
- Chapelle de l'hôpital de Porrentruy (1957-1959) ;
- Église de Courgenay (1965-1967) ;
- Chapelle des sœurs de l'hôpital de Porrentruy (1975) ;
- Église catholique de Malleray (1981-1982) ;
- Chapelle du home de Saint-Ursanne (1983) ;
- Église Saint-Pierre de Porrentruy (1984-1985) ;
- Église de Münchenstein (1989 et 1991) ;
- Temple Saint-Gervais à Genève (1995) ;
- Chapelle de la Fondation les Colombes à Boncourt (1999)

## Mosaïque
- Centre sportif du Banné, Porrentruy (1959)

## Fresques, peintures murales et lithographie
- Société des Eaux, Courtemaîche (1952) ;
- Réfectoire de la société Shell S. A. à Birsfelden (1956) ;
- Lycée cantonal de Porrentruy (1962) ;
- École secondaire de jeunes filles, Porrentruy (1975) ;
- Musée cantonal d'Art de Lugano[2].

## Expositions rétrospectives
- Galerie Beyeler, Bâle, 1955
- Club des Amis des Arts, Moutier, 1961
- Abbatiale de Bellelay, 1974
- Musée Zur Allerheiligen, Schaffhouse, 1978
- Musée jurassien des Beaux-Arts, Moutier, 1981
- Bodenacker, Liestal, 1985
- Cloître et musée lapidaire de Saint-Ursanne, 1988
- Centre Culturel Suisse de Paris, 1994
- Le Manoir, Martigny, 1998

Pour ses 80 ans, en 1999, trois rétrospectives sont organisées conjointement à l'Espace d'Art de Chevenez, au Musée jurassien des Beaux-Arts de Moutier et au Musée de Porrentruy.
En été 2004, une grande rétrospective posthume est présentée à l'abbaye de Bellelay.
En 2019, trois expositions rétrospectives sont organisées à l'occasion du Centenaire de Jean-François Comment, au Musée de l'Hôtel-Dieu à Porrentruy (période figurative), au Musée jurassien des Arts à Moutier (passage de la figuration à l'abstraction), à la Halle des Expositions de Delémont (période abstraite, avec une scénographie de Patrick Bouchain).